# Wilfried Sanou
Wilfried Sanou (Bobo-Dioulasso, 16. ožujka 1984.) je umirovljeni nogometaš iz Burkine Faso. Sanou je igrao na pozicijama napadača i krila te je bivši nacionalni reprezentativac. Većinu karijere proveo je u klubovima njemačkog govornog područja dok je zadnje igračke godine proveo u Japanu. Njegova proslava prvenstvenog pogotka kojeg je zabio Jensu Lehmannu proglašena je najboljom u Bundesligi.
Sanou je s nacionalnom reprezentacijom nastupio na Afričkom Kupu nacija 2002. i 2010. dok je 2013. s Burkinom Faso stigao do finala samog natjecanja.